# Мезолит
Мезоли́т (др.-греч. μέσος «средний» + λίθος «камень»), средний каменный век — период между палеолитом и неолитом. Термин «эпипалеолит» обычно используется для описания мезолитических культур за пределами Северной Европы.

## Датировка

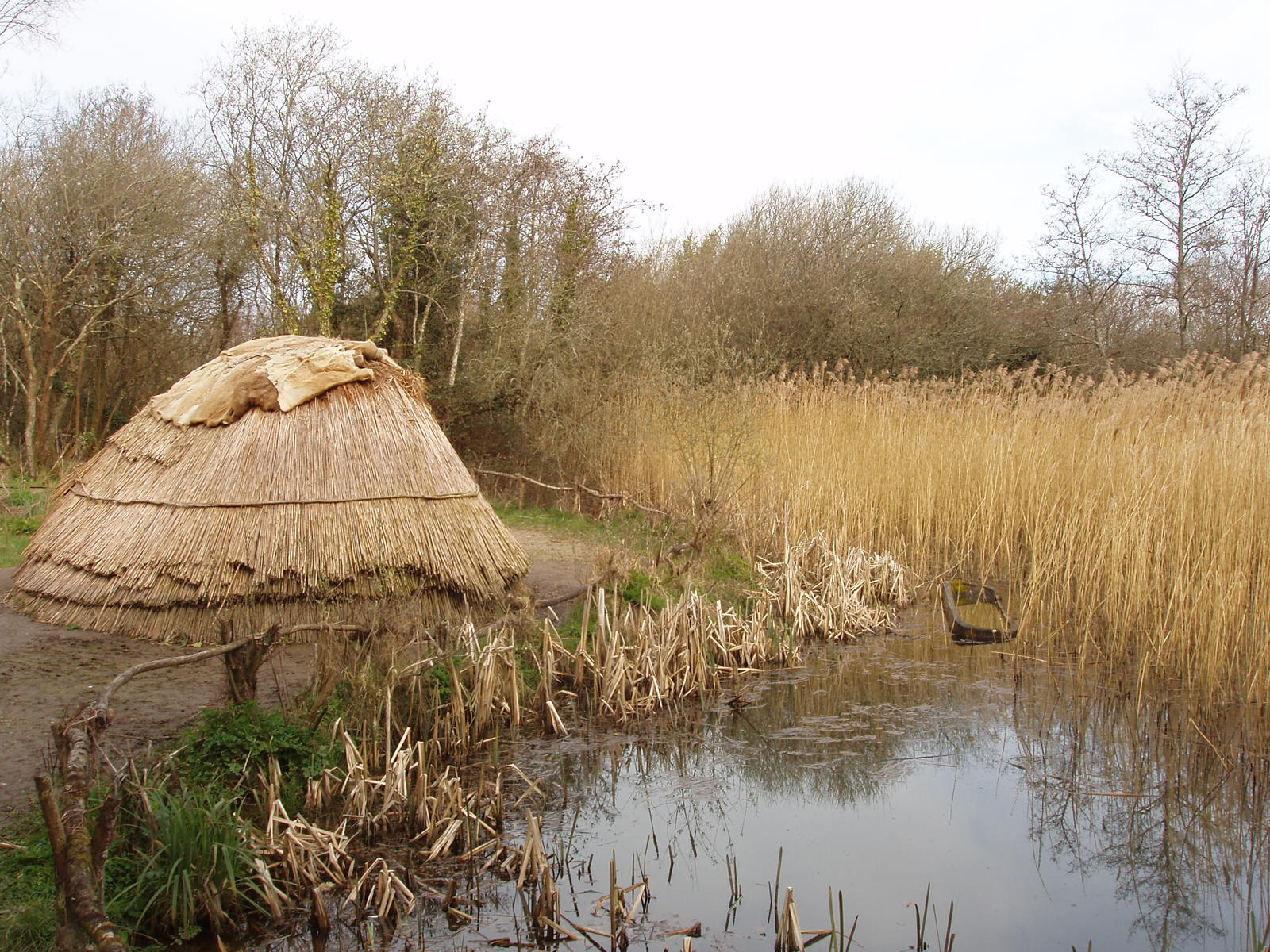
Реконструкция мезолитического дома в Ирландии

Датировка мезолита варьируется в зависимости от региона. На Ближнем Востоке он начался раньше всего — около 15 тыс. лет назад, и уже около 12 тыс. лет назад сменился докерамическим неолитом. На большей части Европы мезолит был сменён неолитом около 5 тыс. лет до н. э., дольше всего он сохранялся в районе Балтийского моря и Финского залива (кампинийская культура). Ряд культур мезолитического типа исчезли относительно недавно (индейцы юга Калифорнии, пигмеи до их подчинения племенами банту) или продолжают существовать сейчас (бушмены, аборигены Австралии, ряд групп индейцев Амазонии).
В археологии доколумбовой Америки термин «мезолит» не используется во избежание хронологической путаницы, поскольку явления, подобные европейскому мезолиту (окультуривание растений, местная керамика), возникли в Америке существенно позднее, около 2000 года до н. э. (поздний Архаический период американской хронологии). Одним из древнейших примеров окультуривания растений в Америке является памятник Эджуотер-Парк, который датируется около 1800 года до н. э. У большинства племён Северной и Южной Америки охота и собирательство доминировали над земледелием вплоть до контакта с европейцами.
На Русской равнине и на севере Восточной Европы в настоящее время известны и исследованы несколько могильников или погребальных комплексов
раннего мезолита с небольшим числом погребений. К ним относятся такие памятники, как «Спигинас» (Spiginas) в Литве, «Минино 2» в Подмосковье, «Минино I» и «Минино II» около Кубенского озера в деревне Минино Вологодской области, «Песчаница» у озера Лача и «Попово» на левом берегу реки Кинема (культура Веретье) в Архангельской области, три мезолитических Волошско-Васильевских могильника в Среднем Поднепровье. В конце мезолита и на рубеже мезолита — неолита появляются огромные некрополи, такие как «Оленеостровский» из 177 захоронений на Южном Оленьем острове Онежского озера и стоянка «Звейниеки» в Латвии.

## Характеристика
Археологически мезолит был выделен по преобладанию в этот период микролитической каменной индустрии, в которой применялись каменные орудия c составными лезвиями из кремня или обсидиана, а также микрорезцы и другие типы микролитов. Шлифовка уже была известна, но использовалась эпизодически. В этот период происходит повсеместное распространение лука со стрелами, которые, однако, были изобретены ещё в предшествующую эпоху. Это связывают с происшедшими изменениями в охотничьем промысле. О рыболовстве свидетельствуют гарпуны и рыболовные сети. Наряду с камнем широко применялась и кость, например, для наконечников стрел и вкладышевых орудий. Гончарство почти нигде не практиковалось. Имеются находки деревянных изделий, в том числе и транспортных средств — лодок-долблёнок и плотов. В этот период была приручена (выведена) собака, которая могла использоваться в охоте и в качестве сторожа.
Начало мезолита связано с окончанием последнего оледенения в Европе и исчезновением мегафауны, что вызвало пищевой кризис и затронуло большинство культур европейского региона. Для регионов, не затронутых этим процессом, вместо термина «мезолит» используется хронологически идентичный термин «эпипалеолит»; для эпипалеолитических культур граница с палеолитом проходит не столь резко, иногда она весьма условна.
Мезолит начался в конце плейстоцена, закончился с распространением земледелия, которое появилось в разных географических местностях в разное время. В некоторых областях (таких, как Ближний Восток) земледелие уже существовало в конце плейстоцена и поэтому мезолит там был кратким и почти незаметным.
В результате окончания ледникового периода на Земле установились привычный для нас климат, животный и растительный мир. Во время мезолита люди расселились далеко на север, освоили территорию Шотландии, Прибалтики, части побережья Северного Ледовитого океана.

## Общество
Мезолит отмечен прогрессом в развитии общественных факторов: формировании общих норм и правил поведения, запретов и предписаний, которые закреплялись идеологически и становились частью традиций, религии и табу. Распространяются формы насилия, связанные не с проблемой выживания, а с нарушением общественных норм, когда нарушители подвергались различным формам принуждения, а иногда и физической расправе.
Накапливаются новые знания об окружающем мире, развиваются и совершенствуются умения, помогающие выжить. Так, людям необходимо было знать особенности кормовой территории, повадки животных, свойства растений и природных минералов. Появился первый опыт лечения травм, полученных во время охоты, вывихов, нарывов, укусов змей и т. д. Проводились первые хирургические операции: удаление зубов, ампутация конечностей.
Образование первых так называемых «жилых холмов» (площадью приблизительно 2—4 га, иногда около 10 га) относится именно к периоду мезолита.

## Искусство и духовная жизнь
Согласно представлениям историков начала XX века, в мезолите сложилась членораздельная речь. Это противоречит как данным о современных культурах мезолитического уровня, так и современным представлениям о духовной жизни предшествующего палеолита: в мезолите уже существовала речь с развитой фонетикой и грамматикой, однако плохо были развиты абстрактные термины, термины для больших чисел и т. п.
Развивается искусство. Найдены многочисленные рисунки людей, животных, растений; скульптура, в отличие от прежних так называемых палеолитических Венер с гипертрофированными вторичными половыми признаками, становится более сложной, имеются даже изображения фантастических существ (например, «человек-рыба» из Лепенского Вира). Появляются зачатки пиктографии — прототипа рисуночного письма. Возникает музыка и танцы, использовавшиеся во время празднеств и ритуалов. Углубляются языческие религиозные представления. Появляются коллекции мелкой разрисованной гальки — по-видимому, символы умерших предков (аналогичные символические предметы используются в настоящее время аборигенами Австралии).
В палеолите древний художник видел и, соответственно, изображал объект охоты. А в мезолите внимание художника перенеслось на соплеменников. Именно на соплеменников — не на изображение одного человека, а на групповые сцены охоты, преследования, войны. Каждая человеческая фигурка изображена весьма условно, акцент делается на действии, которое она совершает: стреляет из лука, наносит удар копьём, мчится вслед за убегающей добычей.
Наскальные изображения мезолита многофигурны. Художник осознаёт себя частью общества, находящегося в постоянном движении, в центре бурлящей жизни. Детали не важны. Важны именно общность, движение — и свидетельство тому наскальные изображения мезолита.
К эпохе мезолита относятся, в частности, отличающиеся необычным стилем и богатым содержанием наскальные росписи, обнаруженные в Испанском Леванте. Животные (быки, горные козы, благородные олени, кабаны и др.) здесь мчатся с бешеной скоростью, пытаясь убежать от преследующих их охотников.

## Хозяйство
В лесных районах мира появились первые признаки обезлесения, которое становится массовым в период неолита, когда потребовались большие пространства для земледелия. Признаки зачатков земледелия археологи находят в верхнем слое пещеры Шанидар в поселении Зави Чеми (Ирак, 11-9 тыс. лет назад) и в натуфийской культуре (распространена в Палестине и Иордании 8 тыс. лет назад). Вероятно, найденные жатвенные ножи, ступки и мотыжки служили для сбора и обработки дикорастущих злаков.
Если образ жизни в палеолите был, как правило, кочевым, то в мезолите он становится всё более и более оседлым, начинается интенсивное освоение территории вместо экстенсивного. Площадь территории, которую контролировало племя, однако, остаётся по-прежнему довольно крупной. Селения, как правило, сезонного характера (в холодное время года селились ближе к зимним источникам питания, в тёплое — к летним). Активно развиваются ремёсла, не носившие в палеолите систематического характера (изготовление корзин, предметов одежды). Тем не менее, охота, рыболовство и собирательство всё ещё играют доминирующую роль.
Мезолитические культурные регионы довольно однородны на большой территории в плане материальной культуры и генетики, что говорит о постоянном культурном и/или хозяйственном обмене в их рамках. Та же тенденция сохранялась в доживших до наших дней культурах мезолитического типа (Австралия, юг Африки) при довольно высокой языковой раздробленности.

## Захоронение с острова Тевьек — Тулузский музей

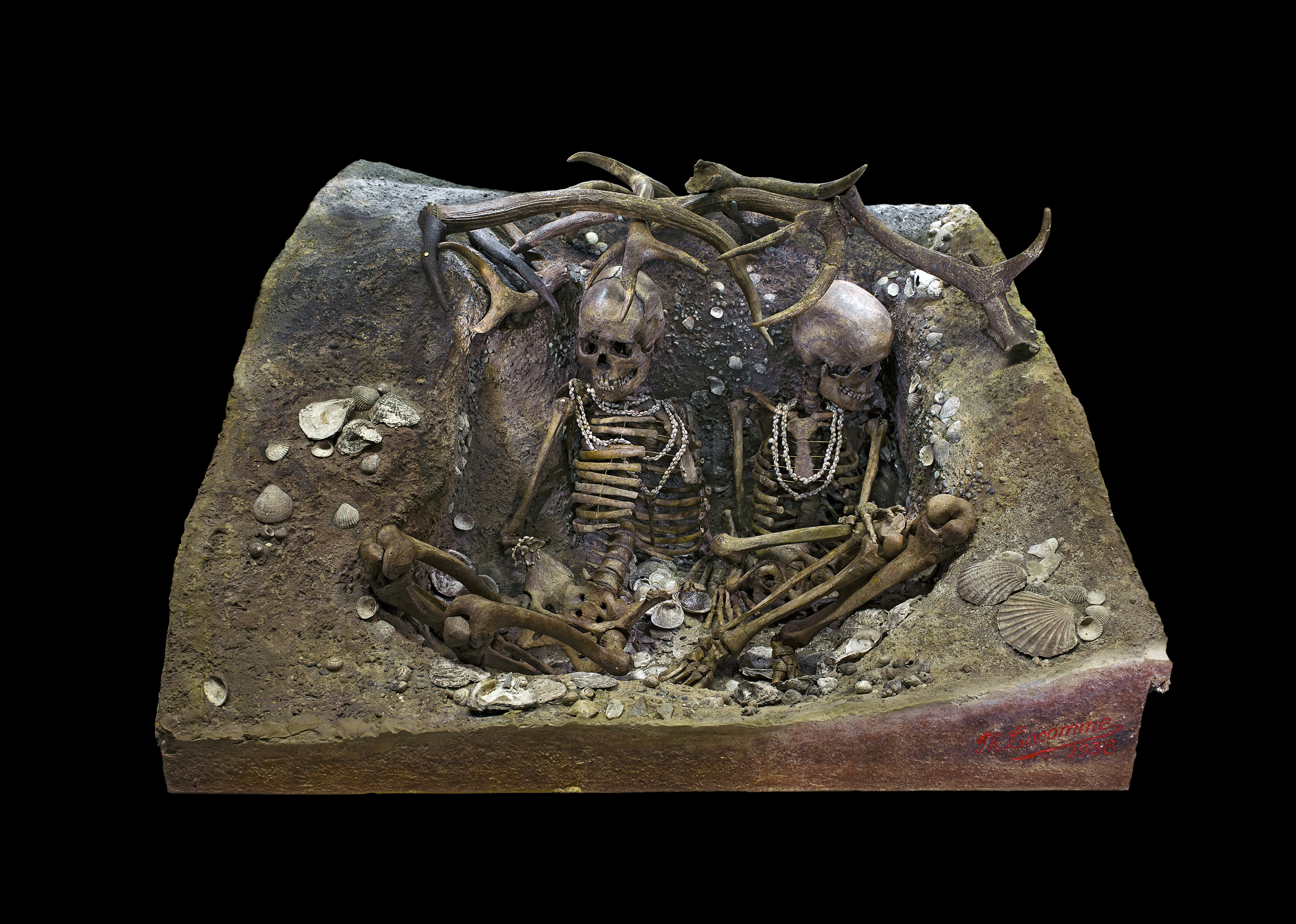
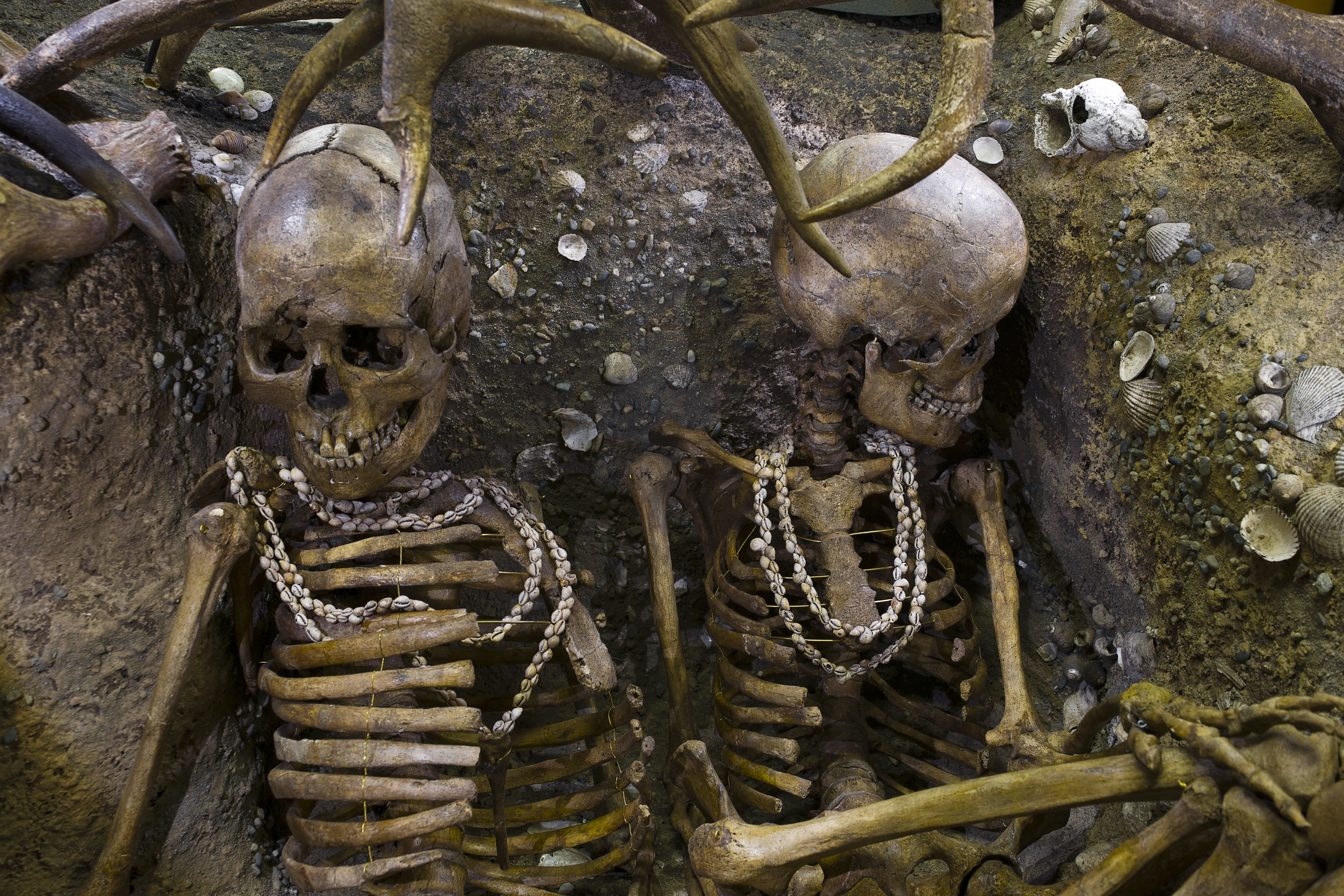
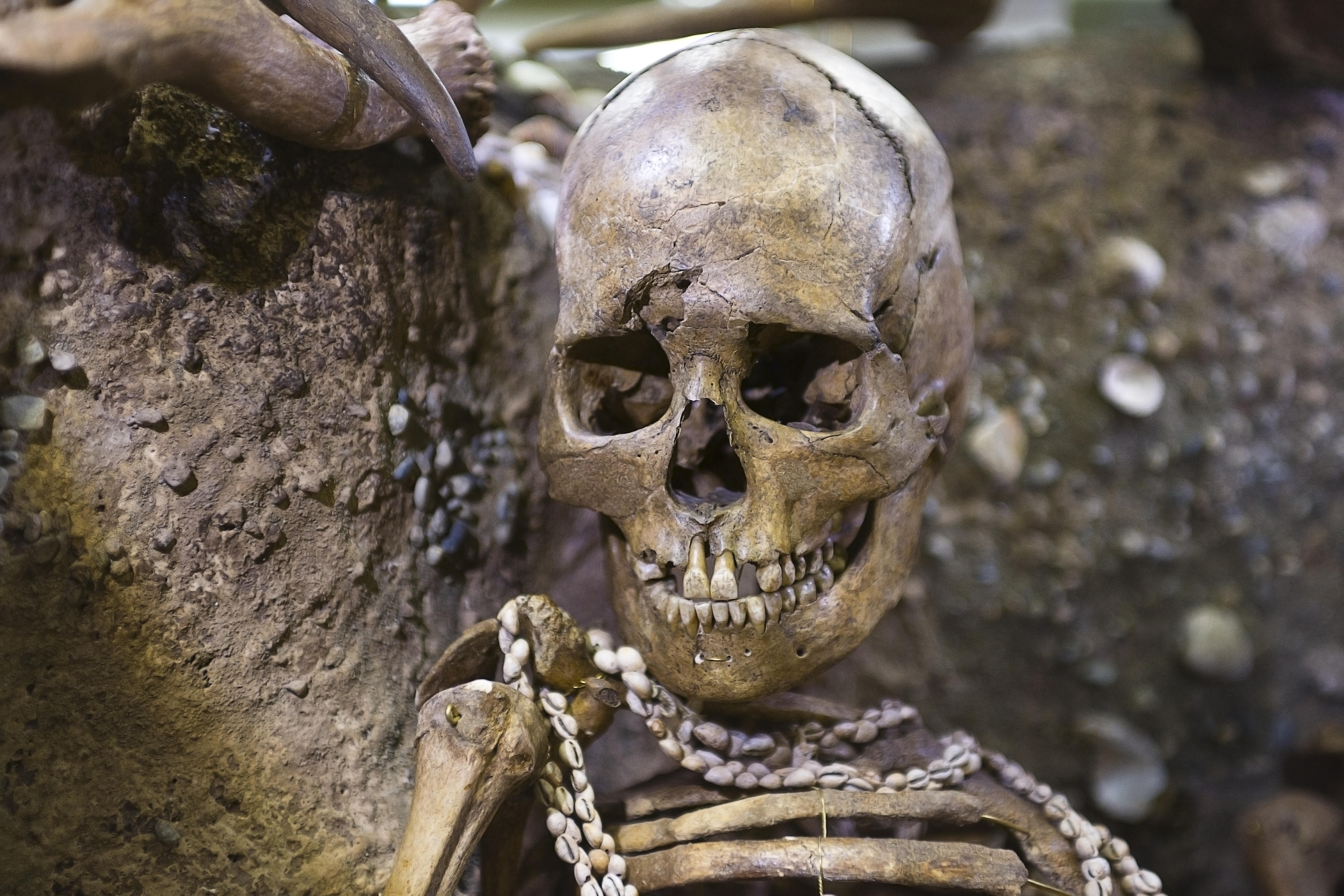
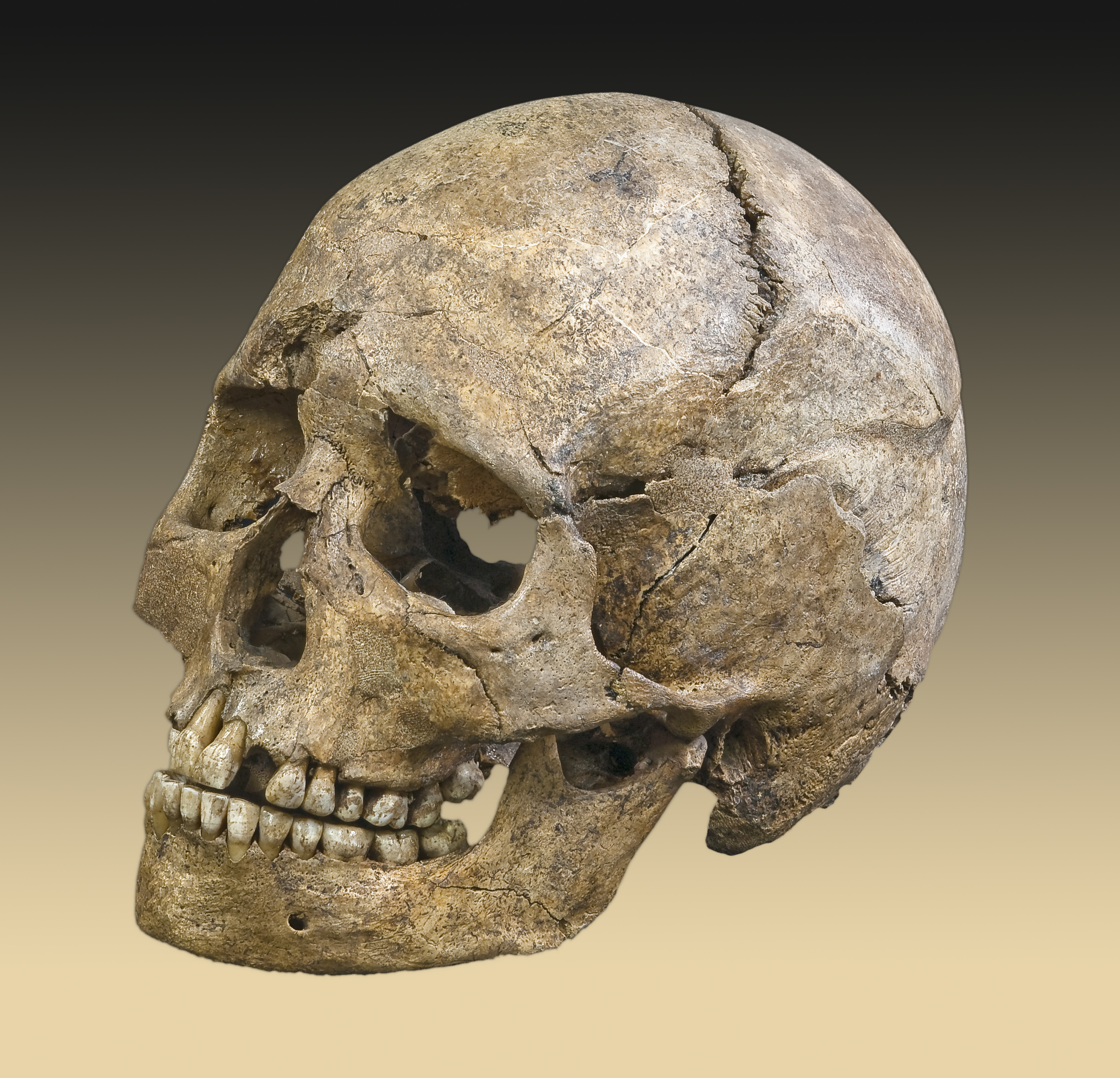